# 韋利茨克
51°7′34″N 25°12′1″E / 51.12611°N 25.20028°E
韋利茨克（烏克蘭語：Велицьк），是烏克蘭西北部沃倫州科韋利區韦利茨克市镇内的村落及其行政中心。始建於1488年，面積19.56平方公里，海拔高度177米，人口650，人口密度每平方公里35.17人。